# Ronda Norte de Cáceres

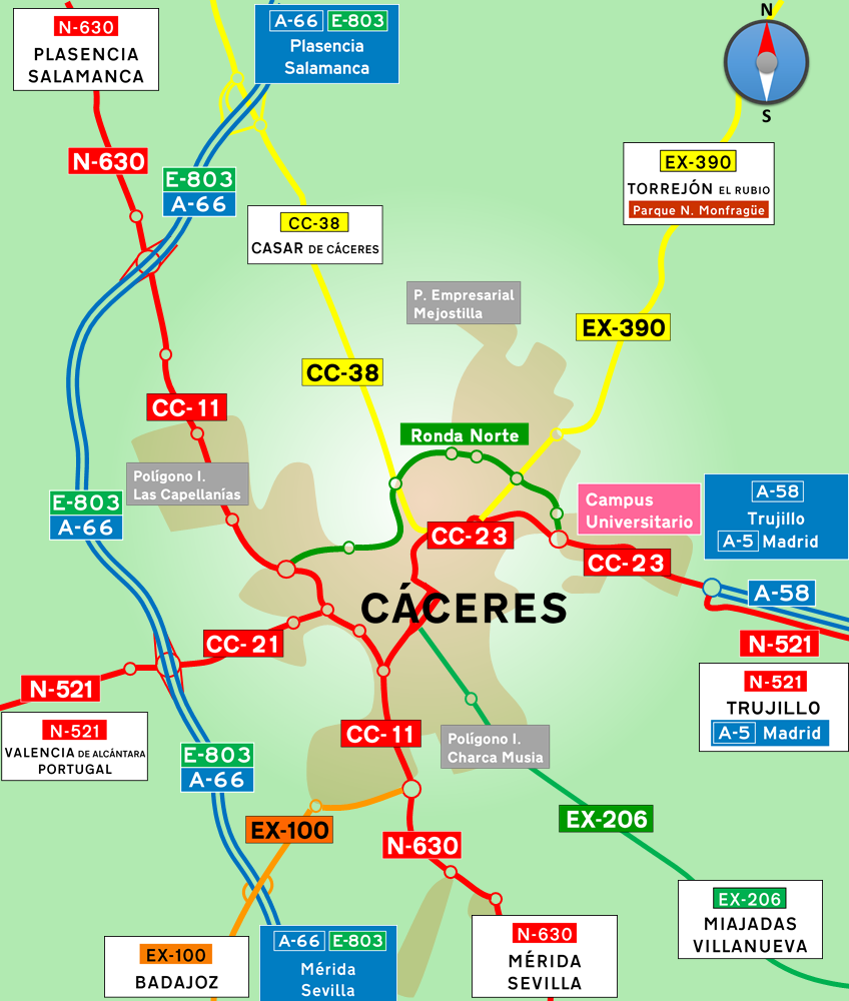
Esquema de situación de la Ronda Norte

La  Ronda Norte de Cáceres  es una ronda de circunvalación administrada por el Ayuntamiento de Cáceres, que comunica la  N-521  (y posteriormente, también la  A-58 ) con la  N-630 . Es considerada como una de las vías más importantes para el desarrollo urbanístico de la ciudad de Cáceres. Fue abierta al tráfico el 6 de octubre de 2004 tras ser reconocida su necesidad de ejecución en el Plan General de Urbanismo de 1975. Fue financiada por la Junta de Extremadura, que también la ejecutó para luego transferir su titularidad al Ayuntamiento de Cáceres. Forma parte, junto con la  Ronda Sur-Este  ( EX-C2 ) y la travesía de la  N-630  (antes denominada  CC-11 ) del anillo de circunvalación de la ciudad de Cáceres
Planificada en principio para comunicar las carreteras hacia Trujillo ( N-521  y posteriormente, la  A-58 ) y Plasencia ( N-630 ) y eliminar el tráfico de paso por el centro de la ciudad, el objetivo principal de la vía, en relación con el desarrollo urbano, es la comunicación de la Universidad y los nuevos polígonos de vivienda del Distrito Norte (Mejostilla, Montesol, Ronda, Gredos, Cáceres el Viejo, Residencial Universidad y Nueva Ciudad) con los de nuevo crecimiento residencial y comercial del Distrito Oeste (Los Castellanos, Macondo, El Vivero y Cabezarrubia).

## Características
Las principales características de la ronda son:
- Longitud: 6.032 metros.
- Doble calzada, con dos carriles por sentido, separada por mediana irrebasable mediante parterre.
- Velocidad de 50 km/h.
- Glorieta en las intersecciones.
- Itinerario peatonal en toda su longitud con carril bici.
- Dos pasarelas peatonales metálicas.
- Cinco Puentes.

|  |  |

## Tramos
| Denominación | Tramo                                                             | km | Año servicio |
| ------------ | ----------------------------------------------------------------- | -- | ------------ |
| Ronda Norte  | CC-11 Glorieta del V Centenario - N-521 Avenida de la Universidad | 6  | 2004         |

## Conexiones y salidas de la Ronda Norte
| Elemento | Esquema | Salida                            | Sentido A-58 | Sentido N-630 | Carreteras que enlaza                                                                 |
| -------- | ------- | --------------------------------- | --- | --- | ------------------------------------------------------------------------------------- |
|          |         | Glorieta del V Centenario         | | A-66 Salamanca A-66 Mérida N-521 Portugal Las Capellanías Camping Urb. Los Castellanos Urb. Macondo Cáceres Norte Avenida Ruta de la Plata                                    | A-66 E-803 N-630 Avenida Ruta de la Plata Avenida del Ferrocarril C/ Remedios Buendía |
|          |         | Urb. La Sierrilla                 | | Urb. La Sierrilla Parque Olivar Chico |                                                                                       |
|          |         | Rotonda R-66                      | Avenida Ruta de la Plata Urb. El Arco R-66 Parque del Príncipe | Avenida Ruta de la Plata Urb. El Arco R-66 Parque del Príncipe | C/ Isla de Córcega                                                                    |
|          |         | Rotonda Casar de Cáceres          | Cáceres Norte Plaza de Toros Casar de Cáceres Salamanca Mérida Portugal | Cáceres Norte Plaza de Toros Casar de Cáceres Salamanca Mérida Portugal | A-66 E-803 CC-324 C/ Calatayud                                                        |
|          |         | Urb. Montesol                     | Urb. Montesol | | C/ Los Halcones                                                                       |
|          |         | Rotonda Montesol-Ronda            | Urb. Montesol Urb. Ronda Centro Urbano Cementerio Plaza de Toros Avenida de las Delicias Parque Vía de la Plata                                                                               | Urb. Montesol Urb. Ronda Centro Urbano Cementerio Plaza de Toros Avenida de las Delicias Parque Vía de la Plata                                                               | C/ Valeriano Gutiérrez Macías Avenida Cordel de Merinas                               |
|          |         | Rotonda Montesol-Ronda            | Urb. Montesol Urb. Ronda Urb. Mejostilla Urb. Gredos Urb. Cáceres el Viejo P. Empresarial Mejostilla                                                                                          | Urb. Montesol Urb. Ronda Urb. Mejostilla Urb. Gredos Urb. Cáceres el Viejo P. Empresarial Mejostilla                                                                          | C/ Emilio Cardenal Hernández Avenida Pozo de la Nieve                                 |
|          |         | Urb. Mejostilla                   | | Mejostilla (norte) | C/ Ana Mariscal                                                                       |
|          |         | Rotonda Héroes de Baler           | Cáceres Norte Avenida Héroes de Baler Cementerio Torrejón el Rubio Urb. Mejostilla Urb. Cáceres El Viejo Campos de Fútbol M. Sánchez Delgado (Pinilla) Parque N. de Monfragüe                 | Cáceres Norte Avenida Héroes de Baler Cementerio Torrejón el Rubio Urb. Mejostilla Urb. Cáceres El Viejo Campos de Fútbol M. Sánchez Delgado (Pinilla) Parque N. de Monfragüe | EX-390 Avenida Héroes de Baler                                                        |
|          |         | Rotonda Facultad Emp. y Tur.      | Cáceres (centro urbano) Hospital San Pedro de Alcántara Facultad de Empresa, Finanzas y Turismo Hospital Veterinario Refugio de Animales                                                      | Cáceres (centro urbano) Hospital San Pedro de Alcántara Facultad de Empresa, Finanzas y Turismo Hospital Veterinario Refugio de Animales                                      | Avenida de la Universidad                                                             |
|          |         | Rotonda Avenida de la Universidad | Cáceres Norte Avenida de la Universidad Guardia Civil I.E.S Universidad Laboral Campus Universitario A-58 Trujillo / Madrid EX-C2 Ronda Sur-Este de Cáceres Hospital Universitario de Cáceres | | A-58 EX-C2 N-521 Avenida de la Universidad                                            |